# Стефан Загоровський
Стефан Загоровський гербу Корчак — шляхтич у Волинському воєводстві. Представник роду Загоровських. Каспер Несецький ТІне вказав ім'я батька у своєму гербівнику «Корона Польська…» (Korona Polska…). Мати — дружина батька княжна Олена Порицька, остання з роду, тому значні маєтності, успадковані нею від предків, «потрапили до рук» батька Стефана. Уряди (посади): каштелян волинський, староста володимирський. Сейм 1676 року призначив його комісаром у справі визначення збитків, завданих військом ВКЛ у Волинському та Київському воєводствах. 
Дружина — Лушковська, діти:
- Катерина — дружина Войцеха Чацького (володимирський староста, полковник Його Королівської Милості), київського підкоморія Адама Олізара, записала фундуш для Луцького колегіуму єзуїтів
- Мартин — володимирський староста, волинський хорунжий